# Al-Wahda Sports Cultural Club
L'Al-Wahda Sports Cultural Club (in arabo نادي الوحدة لكرة القدم‎?, Al-Wahda Football Club, "club calcistico l'Unità"), noto come Al-Wahda, è una società calcistica emiratina di Abu Dhabi, fondata nel 1984. Milita nella Lega professionistica degli Emirati Arabi Uniti, la massima divisione del campionato emiratino di calcio, e ha come colori sociali il bianco e il granata.

## Storia

### Dalla fondazione al primo titolo nazionale
La prima squadra calcistica di Abu Dhabi fu l'Al-Ahli nel 1966, seguito rispettivamente dall'Al-Ittihad nel 1968, e da Al-Falah e Al-Wahda nel 1969. Nel 1974, il Ministro dello sport e della gioventù degli Emirati Arabi Uniti decise di creare: l'Abu Dhabi SC fondendo l'Al-Ittihad e l'Al-Wahda e l'Al-Emirates SC fondendo l'Al-Ahli e l'Al-Falah. Nel 1984 l'Abu Dhabi SC e l'Al-Emirates SC si fusero e il nuovo club acquisì la denominazione attuale di Al-Wahda Football Club.
Sia l'Abu Dhabi SC che l'Al-Emirates SC, nei primi anni dopo la nascita della UAE Football League non erano riuscite ad imporsi all'interno del massimo campionato nazionale: l'Abu Dhabi SC aveva speso varie stagioni nella UAE First Division, mentre l'Al-Emirates anche se era rimasto varie stagioni nella UAE Football League non era mai riuscito ad imporsi nelle zone alte della classifica. 
La nascita dell'Al-Wahda nel 1984 vide la squadra prendere parte, per la sua prima stagione sportiva sotto questo nome, alla UAE First Division 1984-1985; competizione che al termine della stagione venne vinta dalla squadra di Abu Dhabi che così si guadagno immediatamente l'accesso per la UAE Football League.L'Al-Wahda fece il suo esordio nella massima serie, senza essere fino ad oggi più retrocessa, nella stagione 1985-1986 conclusa al quinto posto in classifica; ma la stagione 1985-86 rimarrà per sempre nella storia dell'Al-Wahda anche per un altro motivo, infatti dopo aver sconfitto con un netto 4-1 l'Al-Ain la squadra si aggiudicò la vittoria della UAE Federation Cup, il primo trofeo vinto dal club nella sua storia.

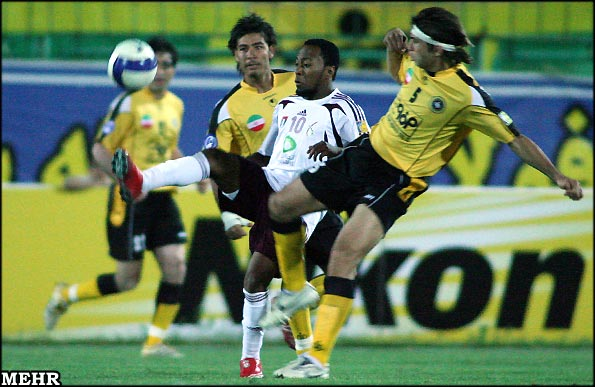
Ismail Matar con la maglia dell'Al-Wahda, durante la semifinale di AFC Champions League 2007 contro il

Nel corso degli anni novanta l'Al-Wahda continuò il suo processo di crescita prima consolidando la sua presenza nella UAE Football League per poi scalare gradualmente le gerarchie del calcio emiratino. Al termine della stagione 1993-94 il club si aggiudicò la vittoria della UAE FA Cup 1993-1994 battendo in finale l'Al-Wasl per 3-0, conquistando così per la seconda volta il trofeo, per poi bissare il successo anche nella stagione successiva. La UAE Football League 1996-1997 vide per la prima volta l'Al-Wahda competere per le posizioni di alta classifica e la vittoria finale: la squadra concluse al primo posto la classifica della prima fase del campionato accedendo così da favorita alla fase finale per il titolo, ottenendo anche due punti bonus per la vittoria della prima fase, ma non riuscì a mantenere la posizione in classifica terminando la stagione al terzo posto. Per la prima volta l'Al-Wahda concludeva una stagione della UAE Football League in una delle prime tre posizioni della classifica. La stagione successiva, la 1997-1998, la squadra di Abu Dhabi conquistò nuovamente il primo posto al termine della prima fase di campionato, ma terminò solo la fase per il titolo solo con un quinto posto finale.
Nella stagione 1998-1999 l'Al-Wahda, guidato in panchina dal tecnico olandese Jo Bonfrère e sul campo dall'attaccante del Senegal Bouri Lah, capocannoniere del campionato con 29 realizzazioni, condusse per la terza annata consecutiva una stagione di alto profilo e riuscì per la prima volta nella sua storia a conquistare la vittoria del titolo nazionale, grazie al primo posto ottenuto nella UAE Football League 1998-1999, conclusa con otto punti di vantaggio sull'Al-Ain.

### Il nuovo millennio
L'arrivo del nuovo millennio ha cementato definitivamente l'Al-Wahda nell'elitè del calcio degli Emirati Arabi Uniti, grazie ad un ciclo di successi nelle competizioni nazionali. Nella stagione 1999-2000 arrivò l'esordio nel Campionato d'Asia per club la massima competizione continentale asiatica, dove però la squadra venne eliminata al primo turno dall'Al-Sadd del Qatar; mentre in campo nazionale oltre ad un terzo posto nella UAE Football League 1999-2000, dopo due finali perse nel 1989 e nel 1996 per la prima volta l'Al-Wahda vinse la Coppa del Presidente degli Emirati Arabi Uniti dopo aver sconfitto nella finale, ai calci di rigore, l'Al-Wasl.
Nell'estate del 2000 tornò sulla panchina l'allenatore del primo titolo nazionale, Jo Bonfrère, e con lui alla guida l'Al-Wahda conquistò nuovamente la vittoria nella UAE Football League, vincendo il secondo titolo nazionale in tre anni, vincendo anche la UAE FA Cup 2000-2001 dopo aver sconfitto l' Al-Shabab per 3-1 in finale. A questi due trofei fece poi seguito anche la vittoria della Supercoppa degli Emirati Arabi Uniti nel 2002, trofeo che l'Al-Wahda conquistava per la prima volta

Fernando Baiano protagonista con la maglia dell'Al-Wahda tra il 2009 e il 2012

Durante la stagione 2001-2002, che l'Al-Wahda terminò con un terzo posto in classifica, fece il suo esordio con la squadra di Abu Dhabi, l'attaccante emiratino Ismail Matar, cresciuto nel settore giovanile della società, che diventerà il giocatore simbolo della squadra per i successivi due decenni, contribuendo con i sui goal alla vittoria di numerosi trofei. Nella stagione 2004-2005, trascinata dai 12 goal e 7 assist di Ismail Matar l'Al-Wahda conquistò per la terza volta la vittoria della UAE Football League ed arrivò anche in finale della Coppa del Presidente, venendo però sconfitto dall'Al-Ain.
L'Al-Wahda grazie alla sua costante permanenza nelle zone alte del campionato emiratino, ha preso parte per ben dodici volte alla AFC Champions League, dalla sua istituzione nella stagione 2002-2003. Nella AFC Champions League 2007 la squadra di Abu Dhabi ha raggiunto il suo miglior risultato in campo internazionale, riuscendo ad arrivare fino alle semifinali della competizione dove però si dovette arrendere alla squadra proveniente dall'Iran del Sepahan.
L'avvento del professionismo negli Emirati Arabi Uniti dall'inizio della stagione 2008-2009 ha segnato per l'Al-Wahda l'avvio di un ulteriore periodo di successi. Nel dicembre del 2008 era stato nominato allenatore della squadra il tecnico austriaco Josef Hickersberger, che dopo aver condotto la squadra al quarto posto finale in classifica nella UAE Pro-League 2008-2009, nell'annata successiva, aiutato dalle prestazioni sul campo di tutta la squadra ma in particolare di Ismail Matar, Fernando Baiano e Pinga, condusse l'Al-Wahda alla vittoria della UAE Pro-League 2009-2010 conquistando per la quarta e fino ad ora ultima volta il titolo nazionale.
La vittoria del quarto titolo nazionale ha permesso alla squadra di prender parte alla Coppa del mondo per club del 2010 in qualità di squadra campione del paese ospitante. Il cammino nella competizione però non fu esaltante: la squadra degli Emirati, dopo aver vinto per 3-0 nella gara di qualificazione contro l'Hekari United, formazione della Papua Nuova Guinea, dovette soccombere contro i campioni d'Asia del S. Ilhwa Chunma, venendo così eliminata dal torneo.
Nel corso degli anni dieci del duemila la squadra si è continuata a confermare come una delle migliori nel panorama calcistico degli Emirati Arabi Uniti ed anche se non è riuscito a nuovamente il titolo nazionale ha concluso più volte al secondo o terzo posto nella classifica della UAE Pro-League. 
In questi anni però la squadra è riuscita ad ottenere differenti successi nelle varie coppe nazionali; l'Al Wahda si è aggiudicata la Coppa del Presidente degli Emirati Arabi Uniti 2016-2017, la seconda della sua storia battendo in finale l'Al-Nasr per 2-1; ha vinto altre tre edizioni della Supercoppa degli Emirati Arabi Uniti nel 2011, nel 2017 e nel 2018. Nella stagione 2015-2016 la squadra per la prima volta ha conquistato la vittoria della UAE Arabian Gulf Cup dopo aver sconfitto l'Al-Shabab in finale per 1-0; l'Al Wahda ha ripetuto il successo due stagioni dopo, conquistando la vittoria dell'edizione 2017-18 questa volta con un 2-1 sull'Al-Wasl.
L'ultimo successo nella UAE League Cup, che coincide anche con l'ultimo trofeo vinto fino ad ora dalla squadra, è arrivato al termine dell'edizione 2023-2024 con la vittoria per 1-0 nella finale contro l'Al-Wasl. Questa partita ha rappresentato anche l'ultima gara giocata in carriera da Ismail Matar che, dopo quasi venti anni passati con la maglia dell'Al-Wahda con più di 400 presenze e 100 goal, ha deciso di ritirarsi dal calcio giocato.

## Cronistoria

### Partecipazione ai campionati
| Livello | Categoria          | Partecipazioni | Debutto   | Ultima stagione |
| ------- | ------------------ | -------------- | --------- | --------------- |
| 1°      | UAE Pro League     | 40             | 1985-1986 | 2024-2025       |
| 2°      | UAE First Division | 1              | 1984-1985 | 1984-1985       |

## Stadio

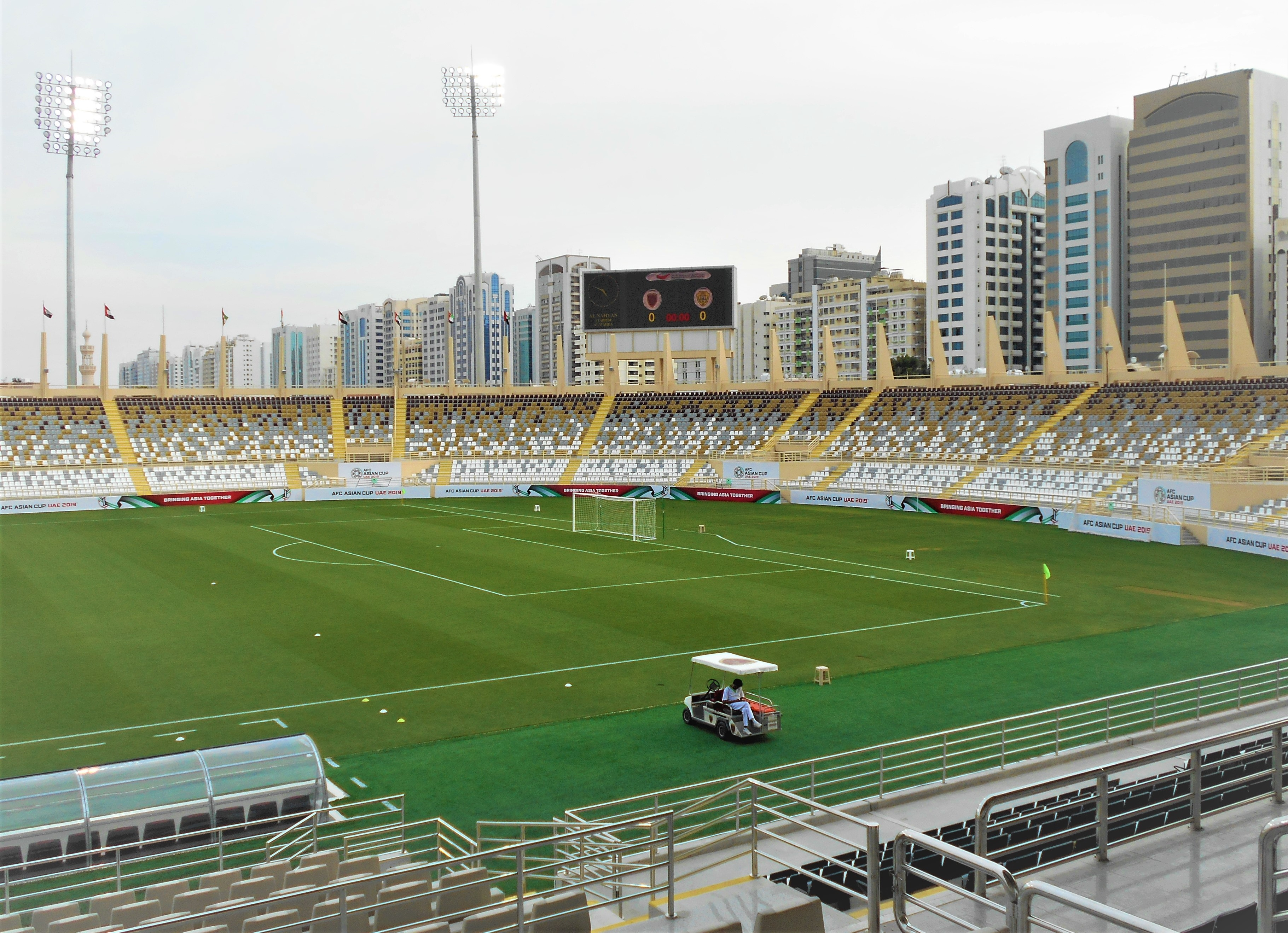
Una visuale interna dello Stadio Al-Nahyan

Lo Stadio Al-Nahyan è l'impianto sportivo dove vengono giocate le partite casalinghe dall'Al Wahda dal 1995. I lavori di costruzione dello stadio vengono iniziati nei primi anni novanta in previsione della Coppa d'Asia 1996 che si sarebbero giocate negli Emirati Arabi Uniti. Terminati i lavori la struttura è stata inuagurata il 25 gennaio del 1995 con una amichevole tra la Nazionale olimpica di calcio degli Emirati Arabi Uniti e quella del Giappone, alla presenza dell'Emiro di Abu Dhabi dell'epoca, Khalifa bin Zayed Al Nahyan, e del Principe della Corona del Giappone, Naruhito. lo stadio, che si trova a soli tre chilometri dal cuore della capitale degli Emirati Arabi Uniti di Abu Dhabi, può ospitare fino a 15.000 spettatori sui suoi spalti; è stato ristrutturato nel 2019 per ospitare le partite della Coppa d'Asia 2019,

## Palmarès

### Competizioni nazionali
- Campionato emiratino: 4

1998-1999, 2000-2001, 2004-2005, 2009-2010
- Coppa del Presidente: 2

1999-2000, 2016-2017
- Coppa di Lega emiratina: 3

2015-2016, 2017-2018, 2023-2024
- Supercoppa emiratina: 4

2001, 2011, 2017, 2018
- Coppa della Federazione calcistica emiratina: 4

1985-1986, 1993-1994, 1994-1995, 2000-2001
- UAE First Division: 2

1976-1977, 1984-1985

### Altri titoli
- Qatar-UAE Challenge Cup: 1

2024-2025

### Altri piazzamenti
- Campionato emiratino:

Secondo posto: 2002-2003, 2005-2006, 2006-2007, 2013-2014, 2017-2018
Terzo posto: 1996-1997, 1999-2000, 2015-2016, 2018-2019, 2021-2022, 2022-2023
- Coppa del Presidente degli Emirati Arabi Uniti:

Finalista: 1988-1989,1995-1996, 2002-2003, 2004-2005, 2010-2011, 2021-2022
Semifinalista: 2008-2009, 2009-2010, 2010-2011, 2011-2012, 2012-2013, 2017-2018
- UAE Federation Cup:

Finalista: 1999-2000, 2005-2006
- Coppa di Lega emiratina:

Finalista: 2008-2009
Semifinalista: 2012-2013
- Supercoppa del Golfo Arabico:

Finalista: 2010
- AFC Champions League:

Semifinalista: 2007

## Partecipazioni a tornei internazionali
- 12 partecipazioni alla AFC Champions League
- 2 partecipazioni al Campionato d'Asia per club
- 2 partecipazioni alla Coppa delle Coppe dell'AFC
- 2 partecipazioni alla Coppa dei Campioni araba per club
- 1 partecipazione alla Coppa dei Campioni del Golfo
- 1 partecipazione alla Coppa del mondo per club FIFA

| AFC Champions League Elite    | 1  |           |      |      |      |      |      |      |      |      |      |      |      |      |  |  |  |  |  |
| AFC Champions League Elite    | 1  | Stagione  | 2026 |      |      |      |      |      |      |      |      |      |      |      |  |  |  |  |  |
| AFC Champions League Elite    | 1  | Progressi | Qua. |      |      |      |      |      |      |      |      |      |      |      |  |  |  |  |  |
| AFC Champions League          | 12 |           |      |      |      |      |      |      |      |      |      |      |      |      |  |  |  |  |  |
| AFC Champions League          | 12 | Stagione  | 2004 | 2006 | 2007 | 2008 | 2010 | 2011 | 2015 | 2017 | 2018 | 2019 | 2020 | 2021 |  |  |  |  |  |
| AFC Champions League          | 12 | Progressi | QF   | FG   | SF   | FG   | FG   | FG   | Pre. | FG   | FG   | OF   | Rit. | QF   |  |  |  |  |  |
| Campionato d'Asia per club    | 2  |           |      |      |      |      |      |      |      |      |      |      |      |      |  |  |  |  |  |
| Campionato d'Asia per club    | 2  | Stagione  | 2000 | 2002 |      |      |      |      |      |      |      |      |      |      |  |  |  |  |  |
| Campionato d'Asia per club    | 2  | Progressi | R1   | FG   |      |      |      |      |      |      |      |      |      |      |  |  |  |  |  |
| Coppa delle Coppe AFC         | 2  |           |      |      |      |      |      |      |      |      |      |      |      |      |  |  |  |  |  |
| Coppa delle Coppe AFC         | 2  | Stagione  | 1999 | 2001 |      |      |      |      |      |      |      |      |      |      |  |  |  |  |  |
| Coppa delle Coppe AFC         | 2  | Progressi | R1   | FG   |      |      |      |      |      |      |      |      |      |      |  |  |  |  |  |
| Arab Club Champions Cup       | 2  |           |      |      |      |      |      |      |      |      |      |      |      |      |  |  |  |  |  |
| Arab Club Champions Cup       | 2  | Stagione  | 2017 | 2023 |      |      |      |      |      |      |      |      |      |      |  |  |  |  |  |
| Arab Club Champions Cup       | 2  | Progressi | OF   | QF   |      |      |      |      |      |      |      |      |      |      |  |  |  |  |  |
| Coppa dei Campioni del Golfo  | 1  |           |      |      |      |      |      |      |      |      |      |      |      |      |  |  |  |  |  |
| Coppa dei Campioni del Golfo  | 1  | Edizione  | 2012 |      |      |      |      |      |      |      |      |      |      |      |  |  |  |  |  |
| Coppa dei Campioni del Golfo  | 1  | Progressi | QF   |      |      |      |      |      |      |      |      |      |      |      |  |  |  |  |  |
| Coppa del mondo per club FIFA | 1  |           |      |      |      |      |      |      |      |      |      |      |      |      |  |  |  |  |  |
| Coppa del mondo per club FIFA | 1  | Edizione  | 2010 |      |      |      |      |      |      |      |      |      |      |      |  |  |  |  |  |
| Coppa del mondo per club FIFA | 1  | Progressi | 6°   |      |      |      |      |      |      |      |      |      |      |      |  |  |  |  |  |

- Qua. : Qualificata, Rit. : Ritirata, Pre. : Preliminari, R1 : Primo turno, R2: Secondo turno, FG : Fase a gironi, OF : Ottavi di finale, QF : Quarti di finale, SF : Semifinali, F : Finalista, C : Campioni

## Organico attuale

### Rosa 2024-2025
Rosa aggiornata al 2 ottobre 2024
| N. |                                | Ruolo | Calciatore           |
| -- | ------------------------------ | ----- | -------------------- |
| 1  | Emirati Arabi Uniti (bandiera) | P     | Mohamed Al Shamsi    |
| 2  | Emirati Arabi Uniti (bandiera) | D     | Mansour Saleh        |
| 3  | Emirati Arabi Uniti (bandiera) | D     | Lucas Pimenta        |
| 4  | Emirati Arabi Uniti (bandiera) | D     | Sasa Ivkovic         |
| 5  | Emirati Arabi Uniti (bandiera) | D     | Alaeddine Zouhir     |
| 6  | Brasile (bandiera)             | D     | Gianluca Muniz       |
| 7  | Iran (bandiera)                | C     | Ahmad Nourollahi     |
| 8  | Emirati Arabi Uniti (bandiera) | C     | Abdelaziz Al-Balushi |
| 9  | Camerun (bandiera)             | A     | Leonel Wamba         |
| 11 | Argentina (bandiera)           | A     | Facundo Kruspzky     |
| 12 | Emirati Arabi Uniti (bandiera) | C     | Abdulla Hamad        |
| 13 | Emirati Arabi Uniti (bandiera) | D     | Hazaa Shehab         |
| 14 | Emirati Arabi Uniti (bandiera) | C     | Khamis Nasser        |
| 15 | Uzbekistan (bandiera)          | C     | Xojimat Erkinov      |
| 16 | Emirati Arabi Uniti (bandiera) | C     | Abdulla Ahmed        |
| 17 | Nigeria (bandiera)             | C     | Philip Otele         |
| 19 | Portogallo (bandiera)          | D     | Rúben Amaral         |
| 20 | Emirati Arabi Uniti (bandiera) | A     | Mansoor Saeed        |
| 21 | Emirati Arabi Uniti (bandiera) | D     | Abdullah Khalid      |

| N. |                                | Ruolo | Calciatore                               |
| -- | ------------------------------ | ----- | ---------------------------------------- |
| 22 | Portogallo (bandiera)          | C     | Bernardo Folha                           |
| 23 | Emirati Arabi Uniti (bandiera) | D     | Khalid Al-Jabri                          |
| 26 | Marocco (bandiera)             | C     | Ahmed Jawar                              |
| 28 | Emirati Arabi Uniti (bandiera) | D     | Zayed Abdulrahim                         |
| 30 | Nigeria (bandiera)             | D     | Favour Ogbu                              |
| 32 | Portogallo (bandiera)          | D     | Guga                                     |
| 36 | Emirati Arabi Uniti (bandiera) | P     | Zayed Al-Hammadi                         |
| 41 | Niger (bandiera)               | C     | Oumarou Diadje                           |
| 50 | Emirati Arabi Uniti (bandiera) | P     | Rashed Ali                               |
| 56 | Emirati Arabi Uniti (bandiera) | C     | Yasser Alo Ali                           |
| 64 | Emirati Arabi Uniti (bandiera) | D     | Rashed Issam                             |
| 65 | Camerun (bandiera)             | C     | Patient Wassou                           |
| 66 | Emirati Arabi Uniti (bandiera) | P     | Hazaa Ammar                              |
| 68 | Emirati Arabi Uniti (bandiera) | D     | Mohamed Ali                              |
| 70 | Siria (bandiera)               | A     | Omar Kharbin                             |
| 77 | Emirati Arabi Uniti (bandiera) | A     | Awadh Al-Katheeri                        |
| 90 | Emirati Arabi Uniti (bandiera) | A     | Saud Al-Naqbi                            |
| 94 | Mali (bandiera)                | C     | Brahima Diarra                           |
| 99 | Colombia (bandiera)            | C     | Kevin Agudelo (in prestito dall'Al-Nasr) |

### Staff tecnico
| Posizione            | Nome                           |
| -------------------- | ------------------------------ |
| Allenatore           | Darko Milanič                  |
| Vice-Allenatore      | Sandro Bloudek                 |
| Preparatore portieri | Abdullslam Jumaa               |
| Preparatore atletico | Marco Vego Monsef Bin Al-shikh |
| Medico del club      | Waleed Al-Shikh                |
| Fisioterapista       | Ninad Martino                  |
| Massaggiatore        | Bojo Sinkovic Vlafmir Harfman  |

## Allenatori
* Allenatore temporaneo.
| Nome                 | Periodo                             | Trofei                                      | Note   |
| -------------------- | ----------------------------------- | ------------------------------------------- | ------ |
| Helmy Toulan         | 1979 - 1984                         |                                             |        |
| Heshmat Mohajerani   | 1984 - 1986                         | 1 UAE First Division, 1 UAE Federation Cup  |        |
| Slobodan Halilović   | 1991 - 1992                         |                                             |        |
| Mahmoud El-Gohary    | 1995 - 1996                         |                                             |        |
| Jo Bonfrère          | 1998 - 1999                         | 1 UAE Football League                       |        |
| Ruud Krol            | 1999 - 1999                         |                                             |        |
| Dimitri Davidovic    | 1999 - 2000                         | 1 Coppa del Presidente                      |        |
| Rinus Israël         | 2000 - 2001                         | 1 UAE Football League, 1 UAE Federation Cup |        |
| Jo Bonfrère          | 2001 - 2002                         | 1 UAE Super Cup                             |        |
| Cemşir Muratoğlu     | 2002 - 2003                         |                                             |        |
| Rolf Fringer         | 14 marzo 2003 - 30 giugno 2003      |                                             |        |
| Rolland Courbis      | 1 luglio 2003 - 30 novembre 2003    |                                             |        |
| Rinus Israël         | 1 dicembre 2003 - 30 giugno 2004    |                                             |        |
| Ahmad Abdel-Halim    | 1 luglio 2004 - 1 giugno 2005       | 1 UAE Football League                       |        |
| Reiner Hollmann      | 1 giugno 2005 - 3 aprile 2006       |                                             |        |
| Richard Tardy        | 3 aprile 2006 - 4 agosto 2006       |                                             |        |
| Horst Köppel         | 5 agosto 2006 - 11 ottobre 2006     |                                             | [ 14 ] |
| Jo Bonfrère          | 13 dicembre 2007 - 10 dicembre 2008 |                                             |        |
| Josef Hickersberger  | 10 dicembre 2008 - 1 giugno 2010    | 1 UAE Pro League                            |        |
| László Bölöni        | 29 giugno 2010 - 2 settembre 2010   |                                             | [ 15 ] |
| Tite                 | 31 agosto 2010 - 19 ottobre 2010    |                                             |        |
| Josef Hickersberger  | 22 ottobre 2010 - 30 giugno 2012    | 1 UAE Super Cup                             |        |
| Branko Ivanković     | 20 maggio 2012 - 28 aprile 2013     |                                             |        |
| Josef Hickersberger  | 28 aprile 2013 - 15 luglio 2013     |                                             |        |
| Karel Jarolím        | 15 luglio 2013 - 9 novembre 2013    |                                             |        |
| José Peseiro         | 11 novembre 2013 - 11 gennaio 2015  |                                             |        |
| Sami Al-Jaber        | 11 gennaio 2015 - 19 maggio 2015    |                                             |        |
| Javier Aguirre       | 18 giugno 2015 - 20 maggio 2017     | 1 UAE League Cup, 1 Coppa del Presidente    | [ 16 ] |
| Laurențiu Reghecampf | 3 luglio 2017 - 25 novembre 2018    | 2 UAE Super Cup                             |        |
| Henk ten Cate        | 7 dicembre 2018 - 26 maggio 2019    | 1 UAE League Cup                            |        |
| Maurice Steijn       | 9 giugno 2019 - 17 ottobre 2019     |                                             |        |
| Manuel Jiménez       | 17 ottobre 2019 - 18 luglio 2020    |                                             | [ 17 ] |
| Mark Wotte           | 18 luglio 2020 - 8 settembre 2020   |                                             |        |
| Vuk Rasovic          | 8 settembre 2020 - 12 marzo 2021    |                                             | [ 18 ] |
| Henk ten Cate        | 13 marzo 2021 - 25 ottobre 2021     |                                             |        |
| Grégory Dufrennes    | 26 ottobre 2021 - 3 giugno 2022     |                                             |        |
| Carlos Carvalhal     | 1 luglio 2022 - 2 ottobre 2022      |                                             | [ 19 ] |
| Manuel Jiménez       | 5 ottobre 2022 - 12 marzo 2023      |                                             |        |
| Arno Buitenweg*      | 13 marzo 2023 - 17 giugno 2023      |                                             |        |
| Pitso Mosimane       | 18 giugno 2023 - 10 novembre 2023   |                                             | [ 20 ] |
| Arno Buitenweg*      | 10 novembre 2023 - 5 gennaio 2024   |                                             |        |
| Goran Tufegdžić      | 5 gennaio 2024 - 30 giugno 2024     | 1 UAE League Cup                            |        |
| Ronny Deila          | 5 luglio 2024 - 18 dicembre 2024    |                                             | [ 21 ] |
| Darko Milanič        | 18 dicembre 2024 - in carica        | 1 Qatar-UAE Challenge Cup                   |        |